# Kaliningrad R-8

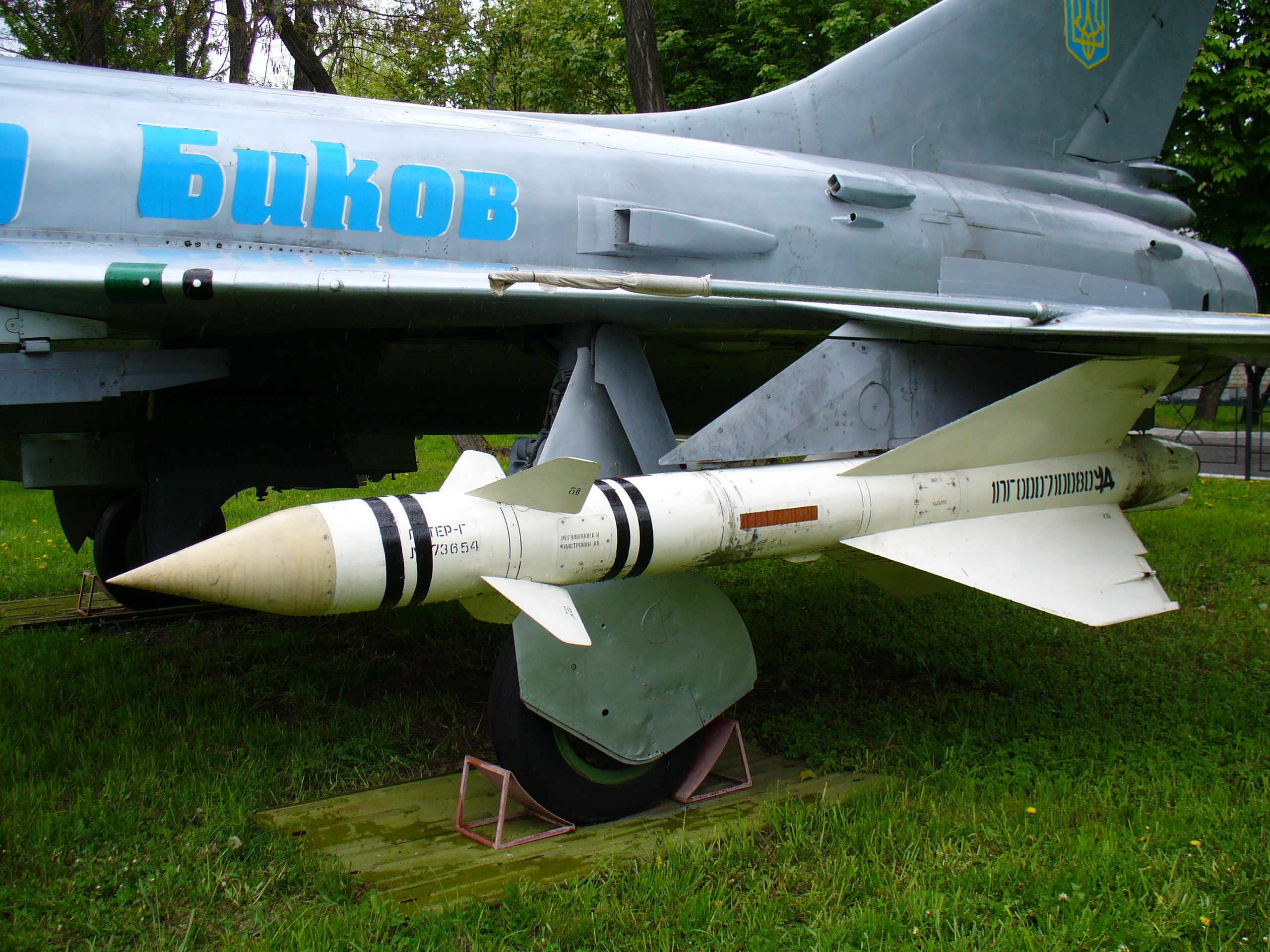
Kaliningrad R-8 en un SU-15

El Kaliningrad K-8 (R-8) (Nombre código de la OTAN: AA-3 'Anab') fue un misil aire-aire de medio alcance desarrollado por la Unión Soviética para su uso en aviones interceptores.

## Historia

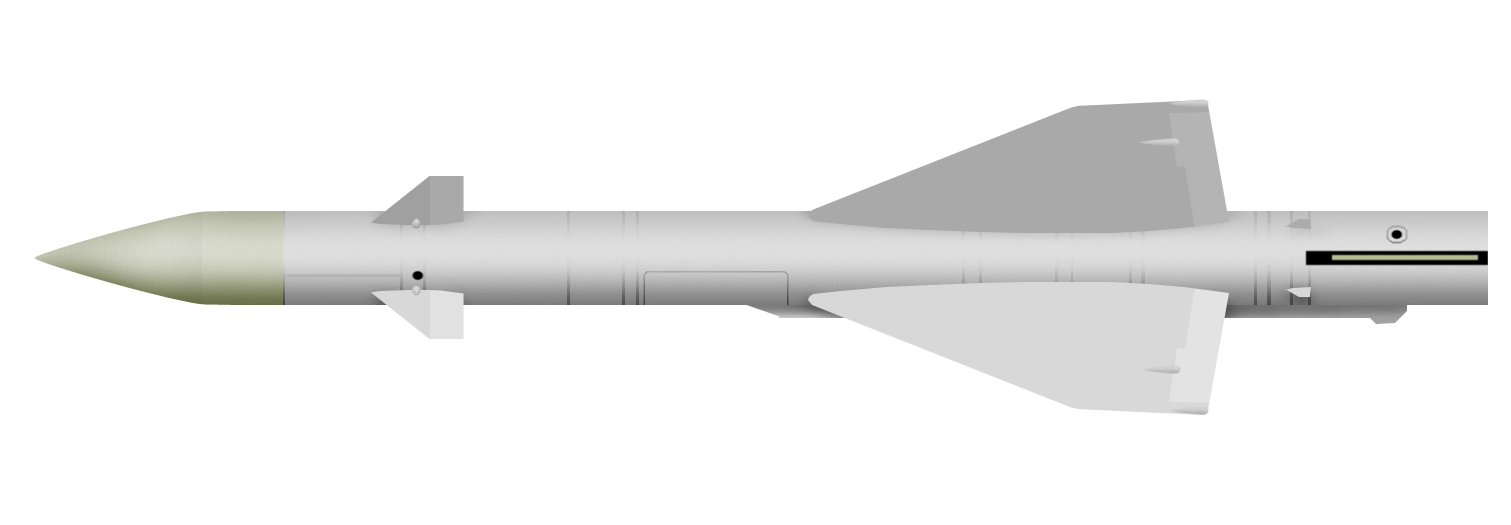
Kaliningrad R-8

El desarrollo del K-8 comenzó en 1955, y recibió la designación operativa de R-8. Como la mayoría de los misiles aire-aire soviéticos, fue construido de modo de poder emplear cabezas de guiado por radar semiactivo o guía infrarroja (calórica). El misil original era compatible con el radar Uragan-5B.
Para 1961 el misil fue mejorado, permitiéndosele a la versión guiada por radar semiactivo la capacidad de emprender intercepciones de frente. La nueva variante recibió el nombre R-8M (o más conocido como R-98). Luego el modelo se mejoró aún más al misil, haciéndolo compatible con el radar RP-11 Oriol-D que dotaba a los Su-11, Su-15 y Yak-28P. Esta nueva mejora fue llamada R-8M1.
En 1965, el desarrollo subsecuente llevó al R-8M2, también llamado R-98, con un mayor alcance y cabezas buscadoras mejoradas compatibilizadas con el nuevo modelo mejorado de radar anteriormente mencionado, el RP-11 Oriol-M. La variante final, introducida a partir de 1973, consistió en el R-98M1 (Código de la OTAN: AA-3 "Advanced Anab"), con mayor resistencia a las contramedidas y alcance mejorado, y preparados para operar en conjunto con los nuevos radares Taifun-M que dotaban a las últimas variantes de los Su-15TM y Yak-29PM.
El R-98M1 permaneció en servicio a lo largo de la década de 1980 y fue retirado con los últimos interceptores Su-15 "Flagon".
Una variante empleó cabezas infrarrojas pasivas (calóricas) del misil K-13 (AA-2 Atoll), lo que le permitía mayor capacidad en los combates cercanos de maniobra. Esta recibió para 1960 el nombre de K-88, pero no entró en servicio.
También se desarrolló una variante inerte para entrenamiento, designada UR-8M.

## Usuarios
- Unión Soviética: PVO
- Bulgaria: Fuerza Aérea Búlgara
- Rumania: Fuerza Aérea Rumana
- Polonia: Fuerza Aérea Polaca
- República Democrática Alemana: Fuerza Aérea de la República Democrática Alemana
- Hungría: Fuerza Aérea Húngara

## Especificaciones (R-98MT / R-98MR)
- Longitud: (R-98MT) 4 m (13 ft 1 in); (R-98MR) 4.27 m (14 ft)
- Envergadura: 1300 mm (4 ft 3 in)
- Diámetro: 280 mm (11 in)
- Peso al disparo: (R-98MT) 272 kg (600 lb); (R-98MR) 292 kg (642 lb)
- Velocidad:  Mach 2,5
- Alcance: (R-98MT) 19 km; (R-98MR) 24 km.
- Guía: (R-98MT) guiado infrarrojo; (R-98MR) guiado por radar semiactivo.
- Ojiva: 40 kg (88 lb) exposivo fragmentario.

- Datos: Q1078378
- Multimedia: Kaliningrad R-8 / Q1078378